# 붕어마름
붕어마름은 물속에서 자라는 여러해살이풀로 전 세계에 널리 분포한다. 원줄기는 길이 20-40cm로 가지가 갈라지고 밑부분이 합쳐지며 2개씩 갈라져서 실 같은 갈래조각이 된다. 갈래조각 가장자리에 돌기 같은 잔톱니가 있다. 꽃은 8-9월에 피고 단성(單性)이며 잎겨드랑이에 1개씩 달리고 꽃덮이가 없다. 수꽃은 수술이 많고 수술대가 없으며 암꽃은 1개의 암술로 되고 1개의 암술대가 있다. 수과는 긴 난형이고 밑에 2개의 가시가 있으며 암술대가 남아 있다. 오성붕어마름은 2개의 가시 외에 윗부분에도 가시가 2개가 있는 것이 특징이다.

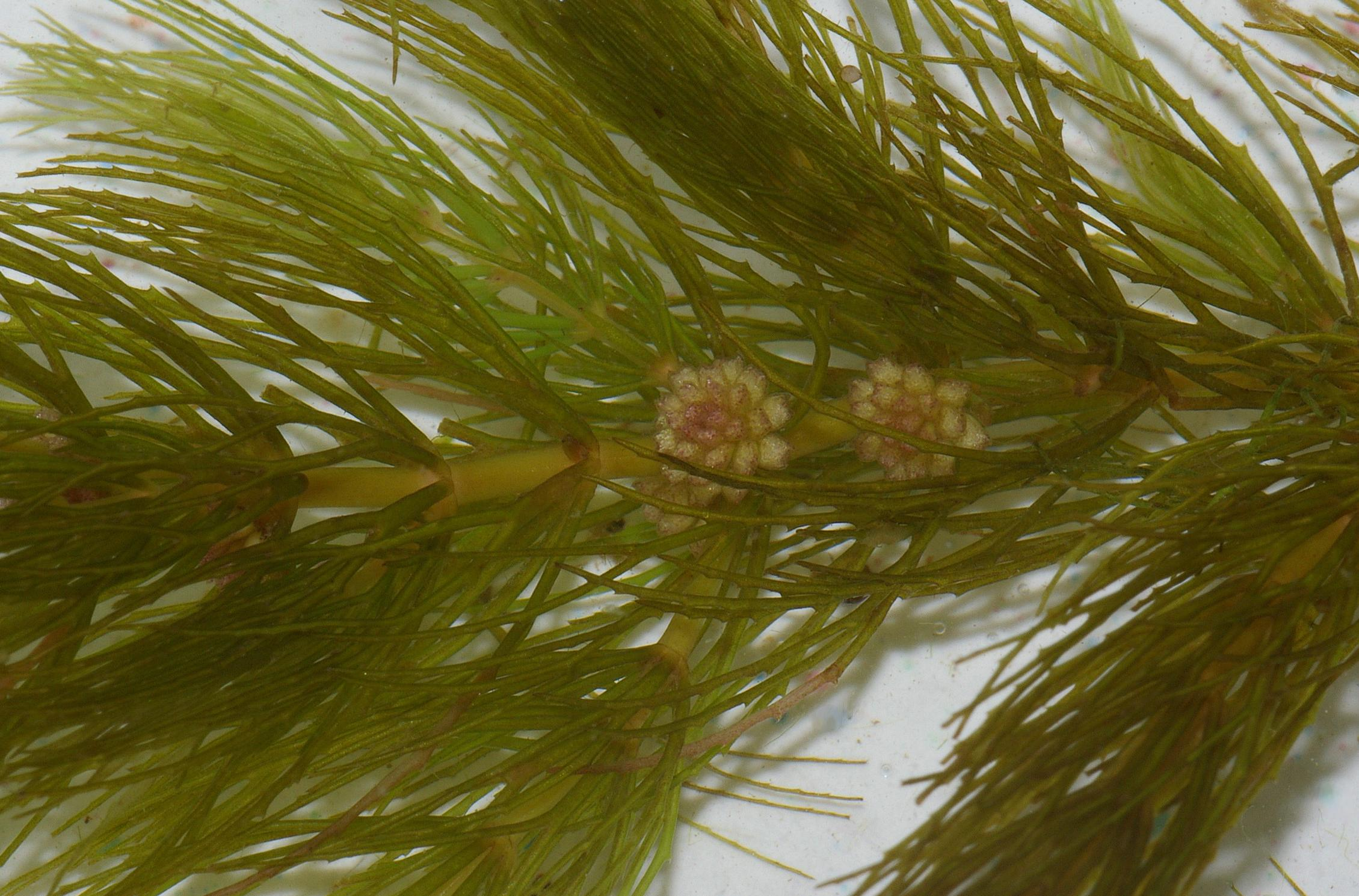
Detail of leaves and male flowers
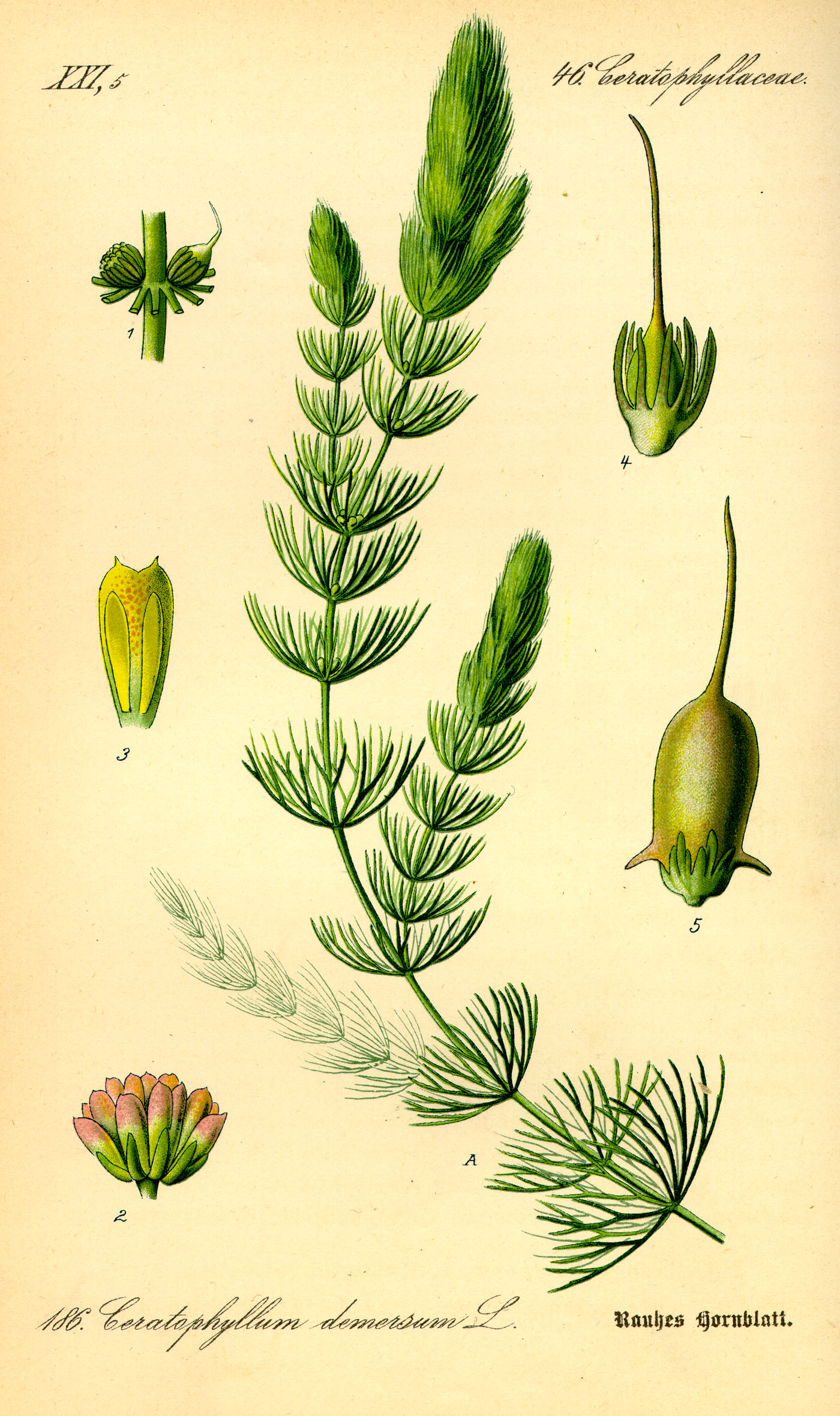
Illustration